# 支払サイト
支払サイトとは、取引代金の締め日から支払日までの猶予期間のことを指す。通常、日数を単位として表す。
商取引において、商品を売買する際の代金支払いにはいくつかの方法がある。前払いや商品引渡時支払いの場合には猶予期間は発生しないが、例えば「月末締め翌月末払い」（月末にその月の売上をまとめて請求書を発行し、翌月末までに支払ってもらうこと）の支払条件であれば、平均して30日間の猶予をしていることになるため、「30日サイト」と呼ばれる。また、「20日締め翌月末振出120日手形払い」であれば、手形振出までの40日間＋手形サイト120日間＝160日サイトということになる。
クレジットカードの締め日から支払日までの期間も、同様に「支払サイト」と呼ばれるが、この場合は「ユーザンス」（支払い猶予期限）という意味で用いられる。
ウェブサイトと区別する為、文面上「債渡」と表現することがある。